# Furth bei Göttweig
Furth bei Göttweig – gmina targowa w Austrii, w kraju związkowym Dolna Austria, w powiecie Krems-Land. Według Austriackiego Urzędu Statystycznego liczyła 2 975 mieszkańców (1 stycznia 2014).

## Współpraca
Miejscowości partnerskie:
- Domažlice, Czechy
- Furth im Wald, Niemcy
- Ludres, Francja